# تک‌آرت ۹۹۷ کاررا
تک‌آرت ۹۹۷ کاررا (TechArt ۹۹۷ Carrera) خودرویی است که از سال ۲۰۰۵ تا کنون تولید شده‌است.
این خودرو در کلاس خودرو اسپورت قرار گرفته، طراحی آن موتور عقب، توزیع نیروی پیشران و خودرو چهار چرخ محرک بوده است. سیستم جعبه‌دندهٔ آن ۵ دنده به صورت دستی است.